# Šipkovaná
Šipkovaná je dětská hra, při které se účastníci rozdělí na dvě skupiny (či jednotlivce a skupinu). 
První skupina (jednotlivec) za sebou zanechává indicie o směru svého pohybu pomocí šipek kreslených většinou křídou na chodník, stromy, silnici. 
Druhá skupina nechá skupině první (jednotlivci) dostatečný náskok a poté se vydá po jejích (jeho) stopách. Spolu s šipkami mohou na druhou skupinu čekat i úkoly či jiná překvapení.